# Kraljevič in Lepa Vida
Pravljica Kraljevič in lepa Vida (prekmursko Kralič pa Lejpa Vida) izhaja iz Porabja, natančneje iz Števanovcov, pojavila pa se je med letoma 1960 in 1980. Motiv lepe Vide se pojavlja tudi v kasnejši slovenski književnosti vendar v mnogih različicah.

## Vsebina
Nekoč je živel kraljevič, ki ga je mati zbudila, da bo šel k maši. Ker ni vstal ga je zaklela: “Da bi postal kača, ker ne ubogaš pa ne greš k maši!”
Ko je odprla vrata sobe, se je po njej res zvijala kača. Kraljica se je prestrašila in rekla, da tistemu, ki bo odrešil sina, da toliko denarja, kolikor bo prosil. Kraljevič – kača pa ji je odvrnil, da s kraljem nimata toliko denarja in da tudi ne bosta živela tako dolgo. Rekel je, da ga lahko reši le Junaška Vida, ki se bo tisti dan rodila.
Ko je bila Vida stara 14 let, je šla zgodaj zjutraj plet proso in na tleh zagledala kačo. Vida se je najprej ustrašila, kača pa jo je potolažila in ji razložila, da je v resnici mlad kraljevič. Kača ji je naročila, kaj naj stori, da jo bo odrešila, in Vida je res tako storila. Šla je do gradu, ki je stal na visokem hribu. Tam je iz leskovega grma utrgala tri enoletne šibe. Medtem se je kača priplazila do gradu, Vida pa je storila, kar ji je bilo naročeno.  
Kačo je udarila najprej s prvo šibo in jo odvrgla, nato še z drugo in tretjo. V tistem trenutku se je pred njo pojavil kraljevič. Skupaj sta odšla v grad, in od takrat naprej tam srečno živela.

## Glavni liki
- Kraljevič
- Kraljica (mati)
- Lepa Vida

## Motiv Lepe Vide
Lepovidinska tema spremlja slovensko književnost skozi vse faze njenega razvoja. Tematska vertikala seže daleč v tradicijo slovenske folklore. Junake je takrat ustvarilo ljudstvo in jim pripisovalo nadnaravno moč, pretirana junaška in pravična dejanja ter zaupalo v njihovo poštenost in pravičnost.
Ivan Grafenauer v svoji študiji pravi takole: »Z imenom Lepe Vide je pri Slovencih združenih več narodnih pesmi, ki jih ne veže toliko ista vrsta motivov, izvirajočih iz istega pripovedovanja ali pesemskega, baladnega obrazca, kolikor zunanji znaki življenjskega položaja, osebnih doživljajev, ki so si po naključju bolj ali manj podobni. Ime je torej v teh pesmih bolj značilno za ženski osebni tip kakor za pesemski motivni obrazec in njegov izvor« ( Lepa Vida, študija o izvoru, razvoju in razkroju narodne balade o Lepi Vidi. AZU Ljubljana: 1934)
V največkrat obravnavani različici lepa Vida predstavlja hrepenenje po domu, možu, otroku in po domačih krajih (tujec odpelje lepo Vido stran od starega moža in bolehnega otroka ...)

### Pojavljanje motiva lepe Vide v slovenski umetni književnosti
- 1832 – France Prešern: Od Lepe Vide
- 1877 – Josip Jurčič: Lepa vida
- 1893 – Jože Vošnjak: Lepa Vida
- 1894 – Oton Župančič: Skrinja
- 1900 – Cvetko Golar: Lepa Vida
- 1904 – Ivan Cankar: Lepa Vida
- 1911 - Ivan Cankar: Lepa Vida
- 1913 - Juš Kozak: Lepa Vida
- 1915 – Dragan Šanda: Lepa Vida
- 1920 – Igo Gruden: Pesem o lepi Vidi
- 1921 – Cvetko Golar: Lepa Vida
- 1921 – Bogomir Magajna: Vida
- 1925 – Bogomir Magajna: Privid lepe Vide
- 1926 – Alojz Gradnik: Devin
- 1928 – Oton Berkopec: Lepa Vida
- 1932 – France Bevk: Žerjavi
- 1938 – Miran Jarc: Slovenski soneti (2. sonet)
- 1939 – Vinko Beličič: Molitve za domovino
- 1940 – Prežihov Voranc: Ljubezen na odoru
- 1944 – Janko Moder: Lepa Vida
- 1946 – Ferdo Kozak: Vida Grantova
- 1948 – Boris Pahor: Vrnitev lepe Vide
- 1949 – Stanko Vuk: Lepa Vida
- 1955 – Boris Pahor: Vrnitev lepe Vide
- 1956 – Asta Znidarčič: Lepa Vida
- 1956 – Jože Tomažič: Lepa Vida
- 1956 – Miloš Mikeln: Petra Šeme pozna poroka
- 1960 – Vinko Trinkaus: Lepa Vida
- 1963 – Edvard Kocbek: Neznanka
- 1963 – Edvard Kocbek: Zamorska
- 1964 – Mart Ogen: Cool št. 2
- 1966 – Emil Miklavčič:  Vidina pesem
- 1967 – Filip Fischer: Lepa vida
- 1972 – Miško Kranjec: Lepa Vida prekmurska
- 1972 – Anton Ingolič: Onduo, moj črni fant
- 1973 – France Pibernik: Lepa Vida
- 1977 – Bruna Pertot: Grljanska pomlad
- 1977 – Matjaž Kmecl: Lepa Vida ali problem svetega Ožbalta
- 1978 – Beno Zupančič: Lepa Vida
- 1978 – Rudi Šeligo: Lepa Vida
- 1981 – Srečko Rijavec: Lepa Vida
- 1984 – Karel Krajcar: Slovenske pravljice iz Porabja →Kralič pa Lejpa Vida
- 1985 – Marjeta Novak: Kristina
- 1987 – Alenka Goljavšček: Otrok, družina, družba ali lepa Vida 1987